# 뤼카 다항식
수학에서 뤼카 다항식(영어: Lucas polynomials)은 에두아르 뤼카의 이름을 딴 다항식열이다. 피보나치 다항식과 점화식이 같다. 뤼카 수(영어: Lucas numbers, Lucas series)는 뤼카 다항식에 1을 대입하여 얻는 정수열이다. 피보나치 수와 점화식이 같다.

## 정의
제2종 뤼카 수열을 {\displaystyle V_{n}(P,Q)}로 쓰자.

### 뤼카 다항식
뤼카 다항식 {\displaystyle L_{n}(x)}은 {\displaystyle V_{n}(2,x)}와 같다. 즉, 다음과 같이 정의된다.
{\displaystyle L_{0}(x)=2}
{\displaystyle L_{1}(x)=x}
{\displaystyle L_{n}(x)=xL_{n-1}(x)+L_{n-2}(x)}

### 뤼카 수
뤼카 수 {\displaystyle L_{n}}은 {\displaystyle L_{n}(1)}와 같다. 즉, 다음과 같이 정의된다.
{\displaystyle L_{0}=2}
{\displaystyle L_{1}=1}
{\displaystyle L_{n}=L_{n-1}+L_{n-2}}
처음 몇 뤼카 수는 다음과 같다.
2, 1, 3, 4, 7, 11, 18, 29, 47, 76, 123, 199, 322, 521, 843, ... (OEIS의 수열 A000032)
위 점화식을 음수 {\displaystyle n}에게도 적용하여 뤼카 수를 확장할 수 있다. 이 경우 0번째, -1번째, ... 뤼카 수는 다음과 같다.
1, 2, -1, 3, -4, 7, -11, 18, -29, 47, -76, 123, -199, 322, -521, ... (OEIS의 수열 A061084)

## 성질

### 일반항
뤼카 다항식의 일반항은 다음과 같다.
{\displaystyle L_{n}(x)=\left({\frac {x+{\sqrt {x^{2}+4}}}{2}}\right)^{n}+\left({\frac {x-{\sqrt {x^{2}+4}}}{2}}\right)^{n}=\sum _{k=0}^{\lfloor n/2\rfloor }{\frac {n}{n-k}}{\frac {(n-k)!}{k!(n-2k)!}}x^{n-k}}
여기서 {\displaystyle \lfloor -\rfloor }는 바닥 함수이다. 특히 뤼카 수의 일반항은 다음과 같다.
{\displaystyle L_{n}=\lfloor \varphi ^{n}+1/2\rfloor =\varphi ^{n}+(-\varphi )^{-n}=\left({\frac {1+{\sqrt {5}}}{2}}\right)^{n}+\left({\frac {1-{\sqrt {5}}}{2}}\right)^{n}}
여기서 {\displaystyle \varphi }는 황금비이다.

### 항등식
다음과 같은 항등식이 성립한다.
{\displaystyle L_{-n}=(-1)^{n}L_{n}}

### 생성 함수
뤼카 다항식의 생성 함수는 다음과 같다.
{\displaystyle \sum _{n=0}^{\infty }L_{n}(t)x^{n}={\frac {1+x^{2}}{1-tx-x^{2}}}}
특히 뤼카 수의 생성 함수는 다음과 같다.
{\displaystyle \sum _{n=0}^{\infty }L_{n}x^{n}={\frac {1+x^{2}}{1-x-x^{2}}}}

### 뤼카 소수
뤼카 소수(영어: prime Lucas numbers)는 다음과 같다.
2, 3, 7, 11, 29, 47, 199, 521, 2207, 3571, 9349, 3010349, 54018521, 370248451, 6643838879, ... (OEIS의 수열 A000032)
뤼카 소수의 첨수는 다음과 같다.
0, 2, 4, 5, 7, 8, 11, 13, 16, 17, 19, 31, 37, 41, 47, ... (OEIS의 수열 A001606)
뤼카 소수의 첨수는 항상 0이거나 소수이거나 2의 거듭제곱이다. 뤼카 소수가 무한히 많다는 추측이 있다.

## 역사
프랑스 수학자 에두아르 뤼카의 이름을 땄다.

## 같이 보기
- 피보나치 수